# NIPPON NO ROCK BAND
『NIPPON NO ROCK BAND』（ニッポンノロック・バンド）は、KUWATA BANDの1作目のオリジナル・アルバム。1986年7月14日にレコード・CD・カセットテープで発売。発売元はタイシタレーベル。
1992年6月27日、2001年6月25日にはリマスタリングされたCDが再発売された。また、2016年2月26日にはダウンロード配信、2019年12月20日にはストリーミング配信を開始した。

## 背景
1986年にサザンオールスターズが活動休止となったため、1年間限定で活動するKUWATA BANDにとって唯一のオリジナル・アルバムである。サザンと差別化を図るために当時の桑田佳祐自身が考えていたロックの精神論を叩き込んだアルバムとなっている。
自身にとって、オリジナル・アルバムは1作しか発売されていないが序列上では1作目のアルバムとして扱われている。

## 音楽性・リリース
本作の制作時期に桑田は自身のロックを表現するには英語で歌うしかないと考えが行きつき、日本のロックのサンプルを作ろうという発想で本作が制作された。そのため、歌詞は全曲が英語で書かれている。本作で作詞を担当しているトミー・スナイダーが担当している。また歌詞カードには、桑田独自の解釈で和訳された日本語詞も記載されている。
再発売
- 1992年6月27日（CD）VICL-8062
- 2001年6月25日（CD）VICL-60801

## 批評
本作に関して桑田自身は、失敗作だったと語っており、「フリスビーか鍋敷きにしてほしい」「飲み屋でかかったら泣く」といった発言をするほどであった。
桑田によるとこの作品は「方法論だけまねていて、結局は日本人に聴かせるための音楽ではないか」「日本人の枠を越えられるわけがない」「桑田の音楽はしょせんご飯にみそ汁だ」といった評論家からの批判も少なからずあったといい、桑田もそれらの批判を半ば認める趣旨の発言をしている。桑田はその後も日本語と英語を融合させた楽曲を発表していったのち、1990年代以降は日本語を前面に押し出した作風に方向性を転換し「月」（1994年）や「東京」（2002年）など、文学性と日本情緒をたたえた作品も発表されるようになり、年輪を重ね、歌詞の世界は陰影を濃くしていった。この変化に関しては「日本人歌手としての自覚が強くなった」と語っている。

## 受賞歴
| 年     | 音楽賞                        | 結果                             | 出典  |
| ------ | ----------------------------- | -------------------------------- | ----- |
| 1987年 | 第1回日本ゴールドディスク大賞 | ロック・フォーク（グループ）部門 | [ 7 ] |
| 1987年 | 第28回日本レコード大賞        | 優秀アルバム賞                   | [ 8 ] |

## 収録曲
- ()内は収録時間である[9]。
- 全曲、作詞:Tommy Snyder、作曲・編曲:KUWATA BAND

1. SHE'LL BE TELLIN' (真夜中へデビューしろ!!) (3:54)
2. ALL DAY LONG (今さら戻ってくるなんて) (4:19)
3. ZODIAK (不思議な十二宮) (4:10)
4. BELIEVE IN ROCK'N ROLL (夢見るロック・スター) (3:17)
5. PARAVOID (彼女はパラボイド) (3:37)
6. YOU NEVER KNOW (恋することのもどかしさ) (4:24)
7. RED LIGHT GIRL (街の女に恋してた) (3:47)
8. GO GO GO (愚かなあいつ) (3:38)
9. BOYS IN THE CITY (ボーイズ・イン・ザ・シティ) (4:37)
10. DEVIL WOMAN (デビル・ウーマン) (4:14)
11. FEEDBACK (理由なき青春) (2:45)
フジテレビ系列のバラエティ番組『さんまのまんま』オープニングソング。
ギターの河内淳一ボーカル曲。
12. I'M A MAN (アイム・ア・マン・フロム・ザ・プラネット・アース) (3:58)

## 参加ミュージシャン
- 桑田佳祐:Vocal(#1～10,12), Guitar(#1～12)
- 今野多久郎:Percussion, Chorus(#1～12)
- 河内淳一:Guitar(#1～12), Chorus(#1～10,12), Vocal(#11)
- 小島良喜:Keyboard, Chorus(#1～12)
- 琢磨仁:Bass, Chorus(#1～12)
- 松田弘:Drums, Chorus(#1～12)